# Sophonisbe

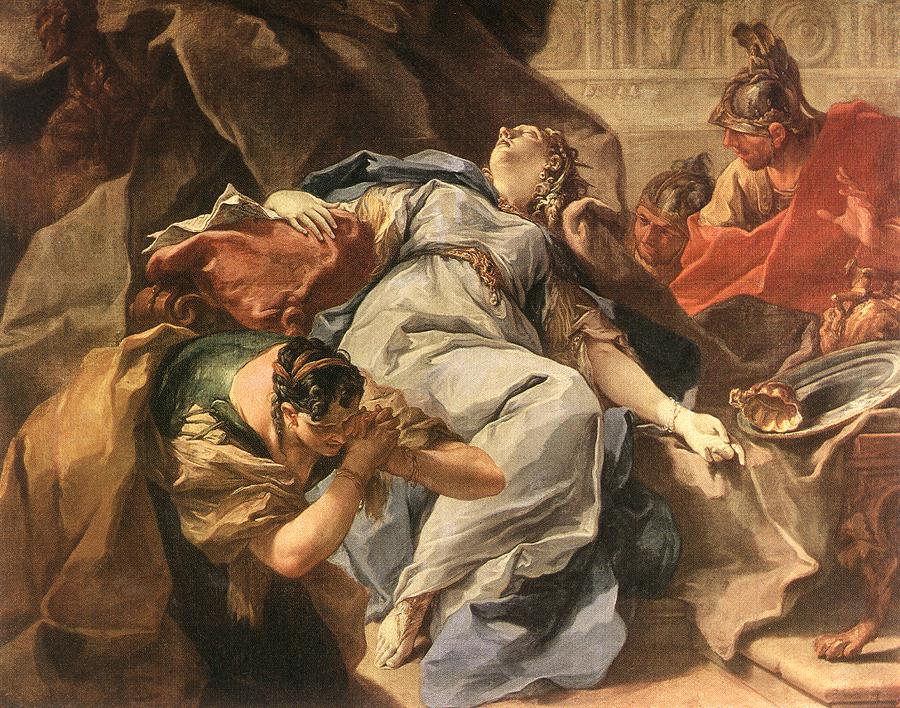
Der Tod der Sophonisbe von Giambattista Pittoni

Sophonisbe (im antiken Latein Sophoniba, erst nachantik Sophonisba, griechisch Σοφονίβα, deutsch Sophonisbe, punisch Saphanba'al „Baal hat gerichtet“; † um 203 v. Chr. in Cirta) war die Tochter des karthagischen Feldherrn Hasdrubal und von 205 bis 203 v. Chr. Königin von Numidien. Im Zweiten Punischen Krieg zwischen Karthago und Rom wurde sie zum Instrument karthagischer Heiratspolitik. Kurz vor Kriegsende profilierte sie sich angesichts drohender römischer Gefangenschaft durch ihre unbeugsame Haltung, die ihr die Bewunderung der Nachwelt eintrug.

## Leben

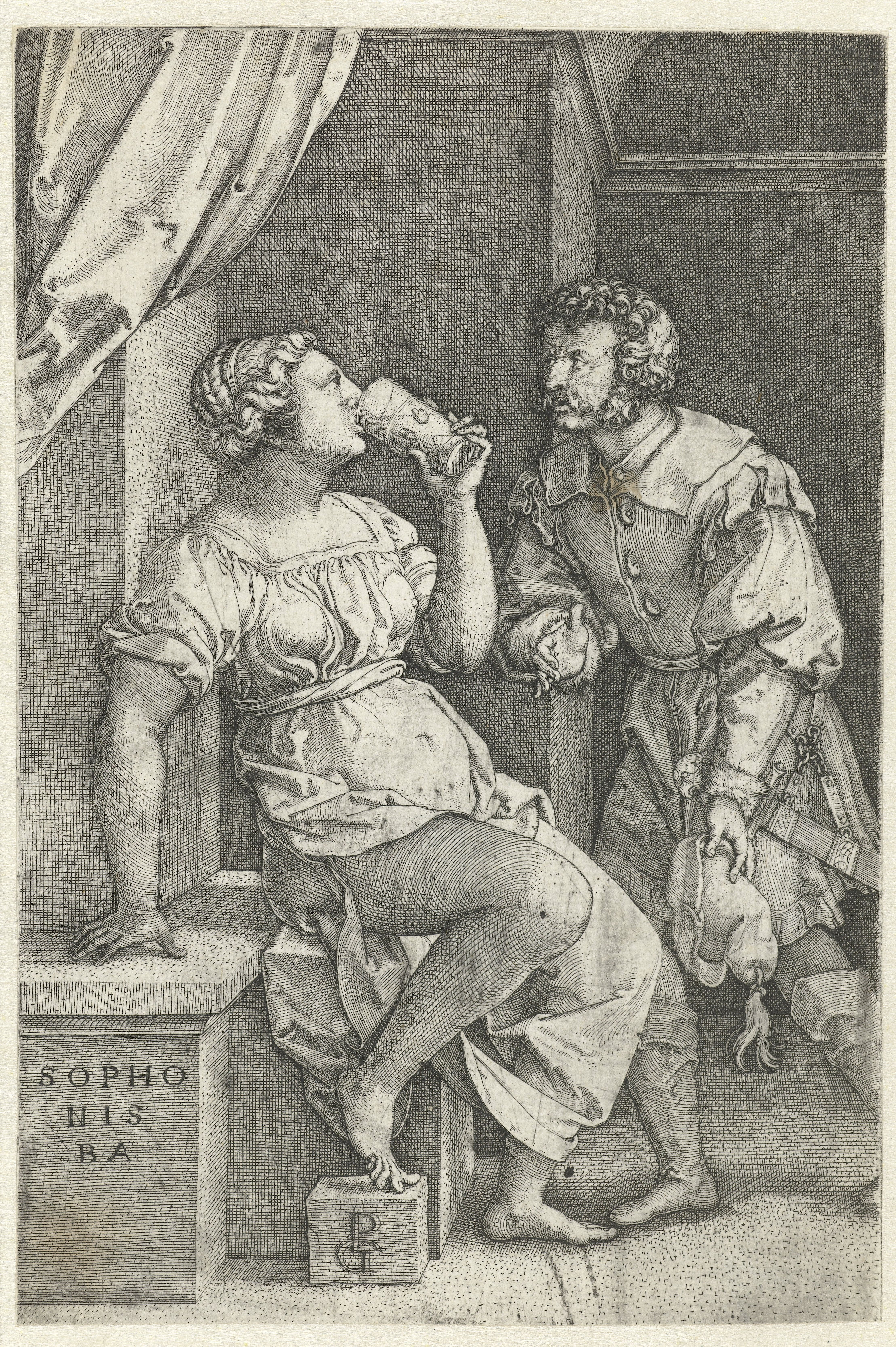
Georg Pencz, Sophonisbe leert den Giftbecher, 16. Jahrhundert

Sophonisbe wurde nach Aussage einiger Quellen früh mit dem ostnumidischen König Massinissa verlobt, aber dann 205 v. Chr. mit dem westnumidischen König Syphax vermählt, der sich in der Folge mit Karthago gegen Rom verbündete. Nach der Niederlage und Gefangennahme des Syphax 203 v. Chr. fiel sie Massinissa in die Hände, der sich sofort mit ihr vermählte, um sie der Gewalt der Römer zu entziehen.
Scipio fürchtete den Einfluss Sophonisbes auf Massinissa und forderte darum in einer von Gaius Laelius überbrachten Botschaft ihre Auslieferung. Massinissa entschied sich für die Krone Numidiens aus römischer Hand und willigte in die Auslieferung ein. Sophonisbe trank dann einen ihr von Massinissa gereichten Giftbecher, um der Gefangenschaft zu entgehen.

## Rezeption
Während der Renaissance befassten sich Giovanni Boccaccio in De mulieribus claris (1361/62), Francesco Petrarca im Epos Africa (um 1340) und im Trionfo d’amore (nach 1352) sowie Matteo Bandello in der Novelle Infelice esito de l’amore del re Masinissa e de la reina Sofonisba sua moglie (vor 1554) mit der Figur der Sophonisbe.
Ihre Geschichte wurde vielfach dramatisch behandelt. Bekannte Dramatisierung sind:
- Gian Giorgio Trissino: Sofonisba, 1514–1515, gedruckt 1524
- Jean Mairet: La Sophonisbe, 1634
- Pierre Corneille: Sophonisbe, 1662
- Daniel Casper von Lohenstein: Sophonisbe, Trauerspiel, 1680
- James Thomson: Sophonisba, 1730
- Voltaire: Sophonisbe, Tragédie de Mairet, reparée à neuf, 1769
- Vittorio Alfieri: Sofonisba. 1789
- Hermann Hersch: Sophonisbe, Trauerspiel in fünf Acten, 1857
- Emanuel Geibel: Sophonisbe, Tragödie in fünf Aufzügen, 1868

Neueste dramatische Bearbeitungen der Geschichte stammen von Abdelaziz Ferrah (2005) und Thomas Geisler (2006).
Zahlreiche Opern vor allem des 18. Jahrhunderts widmeten sich Sophonisbe, darunter Werke von Antonio Caldara (1708), Christoph Willibald Gluck (1744), Tommaso Traetta (Sofonisba, 1762) und Maria Teresa Agnesi Pinottini (1765).
Auch in der bildenden Kunst vor allem des 17. Jahrhunderts war ihr Selbstmord ein beliebtes Motiv, u. a. bei Bartholomäus Spranger (um 1610, Prag, Nationalgalerie), Rembrandt (1634, Madrid, Prado), Isaac Moillon (1655, Los Angeles County Museum of Art) und Giovanni Battista Tiepolo (1755, Mailand, Palazzo Dugnani). Sophonisbe tritt auch in den italienischen Monumentalfilmen Cabiria (1914, dargestellt von Italia Almirante Manzini) und Karthagos Fall (1937) auf, die zur Zeit des Zweiten Punischen Krieges spielen.